# Таисия
Таи́сия (др.-греч. Ταησις, копт. Ⲧⲁⲏⲥⲉ [taeːsi]) — женское имя.
Греческая адаптация коптского имени, происходящего от египетского Tȝ-Is.t «принадлежащая Исиде» (женская словообразовательная параллель к мужскому имени Pȝ-Is.t «принадлежащий Исиде»).

## Именины
- Православные (даты даны по григорианскому календарю)[6]: 4 апреля, 23 мая, 21 октября.

## Распространение
Имя Таисия широко распространено на Украине, в России и странах восточной Европы.

## Известные носительницы
- Таис — греческая гетера

### Святые православной церкви
- Таисия — мученица. Память: 4 апреля;
- Таисия Египетская:[править]  -  Таисия Египетская — христианская святая V века.
  -  Таисия Египетская Фиваидская — христианская святая IV века.

### Духовные лица
- Таисия — жена патриарха Никона (иноческое имя)
- Таисия — старица, участница заговора 1610 года князя В. В. Голицына против Василия Шуйского.
- Таисия (Солопова) — (в миру — Мария Васильевна Солопова; 1842—1915) — духовная писательница, друг Иоанна Кронштадтского, настоятельница Леушинского Иоанно-Предтеченского монастыря, возродившая к жизни многие монашеские обители.